# Sant'Isidoro (Nardò)
Sant'Isidoro is een plaats (frazione) in de Italiaanse gemeente Nardò.